# Blame It on the Boogie
«Blame It on the Boogie» es una canción lanzada originalmente en 1978 por el cantautor británico Mick Jackson así como por su hermano Dave Jackson y Elmar Krohn. Más tarde fue versionado por muchos otros artistas, incluyendo The Jacksons. La canción fue interpretada en Musikladen (enero de 1979), Aplauso (febrero de 1979), Sonja Goed Nieuw's Show (2 de febrero de 1979) y ABBA Special: Disco in the Snow Part 1.

## Versiones
| Título                   | Artista                                 | Año                     | Nota adicional                                 |
| ------------------------ | --------------------------------------- | ----------------------- | ---------------------------------------------- |
| «Blame It on the Boogie» | Mick Jackson                            | 3 de marzo de 1978      | Versión original                               |
| «Blame It on the Boogie» | The Jacksons                            | 23 de agosto de 1978    |                                                |
| «Blame It on the Boogie» | Top of the Pops                         | octubre de 1978         |                                                |
| «Blame It on the Boogie» | Inger Lise Rypdal                       | 1978                    |                                                |
| «Blame It on the Boogie» | Rita Pavone                             | 1979                    |                                                |
| «Blame It on the Boogie» | Piet Noordijk                           | 1979                    | Instrumental                                   |
| «Muž č. 1»               | Marie Rottrová                          | 1981                    |                                                |
| «Blame It on the Boogie» | Brotherhood of Man                      | 1981                    |                                                |
| «Blame It on the Boogie» | Big Fun                                 | 24 de agosto de 1989    |                                                |
| «Será que no me amas»    | Luis Miguel                             | 8 de octubre de 1990    | Adaptada al español por Juan Carlos Calderón   |
| «Blame It on the Boogie» | The Gary Tesca Orchestra                | 1994                    | Instrumental                                   |
| «Blame It on the Boogie» | Dynamo's Rhythm Aces                    | 1999                    |                                                |
| «Blame It on the Boogie» | The BB Band                             | 1999                    |                                                |
| «Blame It on the Boogie» | The Dartmouth Cords                     | 2002                    | A cappella                                     |
| «Blame It on the Boogie» | Jay-Kid                                 | 2003                    |                                                |
| «Blame It on the Boogie» | Captain Jack                            | 2003                    |                                                |
| «Blame It on the Boogie» | Big Mama                                | 2005                    |                                                |
| «Blame It on the Boogie» | Marcia Hines                            | 2006                    |                                                |
| «Blame It on the Boogie» | Las seventies                           | 2007                    |                                                |
| «Blame It on the Boogie» | Tina Charles                            | 2008                    |                                                |
| «Blame It on the Boogie» | Susan Wong                              | mayo de 2009            |                                                |
| «Blame It on the Boogie» | AVID All Stars                          | 2009                    |                                                |
| «Blame It on the Boogie» | Big Mama                                | 2009                    |                                                |
| «Blame It on the Boogie» | Ron Kingston                            | 22 de mayo de 2010      | Live                                           |
| «Blame It on the Boogie» | Joo Kraus & Tales in Tones Trío         | 20 de agosto de 2010    | Instrumental                                   |
| «Blame It on the Boogie» | Lullaby Players                         | 26 de octubre de 2010   | Instrumental                                   |
| «Blame It on the Boogie» | Fool Moon                               | 30 de diciembre de 2011 | A cappella                                     |
| «Blame It on the Boogie» | Sweet Little Band                       | 15 de octubre de 2012   | Instrumental                                   |
| «Blame It on the Boogie» | Marwie                                  | 6 de noviembre de 2012  |                                                |
| «Blame It on the Boogie» | Rockapella                              | marzo de 2013           |                                                |
| «Blame It on the Boogie» | Voice Male                              | 18 de octubre de 2013   | A cappella                                     |
| «Deine Mutti»            | Jon Flemming Olsen                      | 2014                    |                                                |
| «Será que no me amas»    | Tony Succar feat Michael Stuart         | 14 de abril de 2015     |                                                |
| «Blame It on the Boogie» | Mark Botkai with the Liam Dunachie Trio | 7 de mayo de 2015       |                                                |
| «Blame It on the Boogie» | The Schwings Band feat. Migloko         | 13 de abril de 2016     |                                                |
| «Blame It on the Boogie» | Eve St. Jones                           | 12 de julio de 2016     |                                                |
| «Blame It on the Boogie» | Out of the Blue (British band)          | 12 de agosto de 2016    | A cappella                                     |
| «Blame It on the Boogie» | Ida Landsberg                           | 2016                    |                                                |
| «Blame It on the Boogie» | The Cat and Owl                         | 19 de mayo de 2017      | Instrumental                                   |
| «Blame It on the Boogie» | Jon Mero                                | 6 de noviembre de 2017  | Versión para TV talent show                    |
| «Será que no me amas»    | Diego Boneta                            | 22 de abril de 2018     | Versión para la bioserie Luis Miguel: la serie |
| «Can't Stop the Boogie»  | M-pact                                  | 20 de noviembre de 2020 | A cappella Mash-up                             |